# Бараня

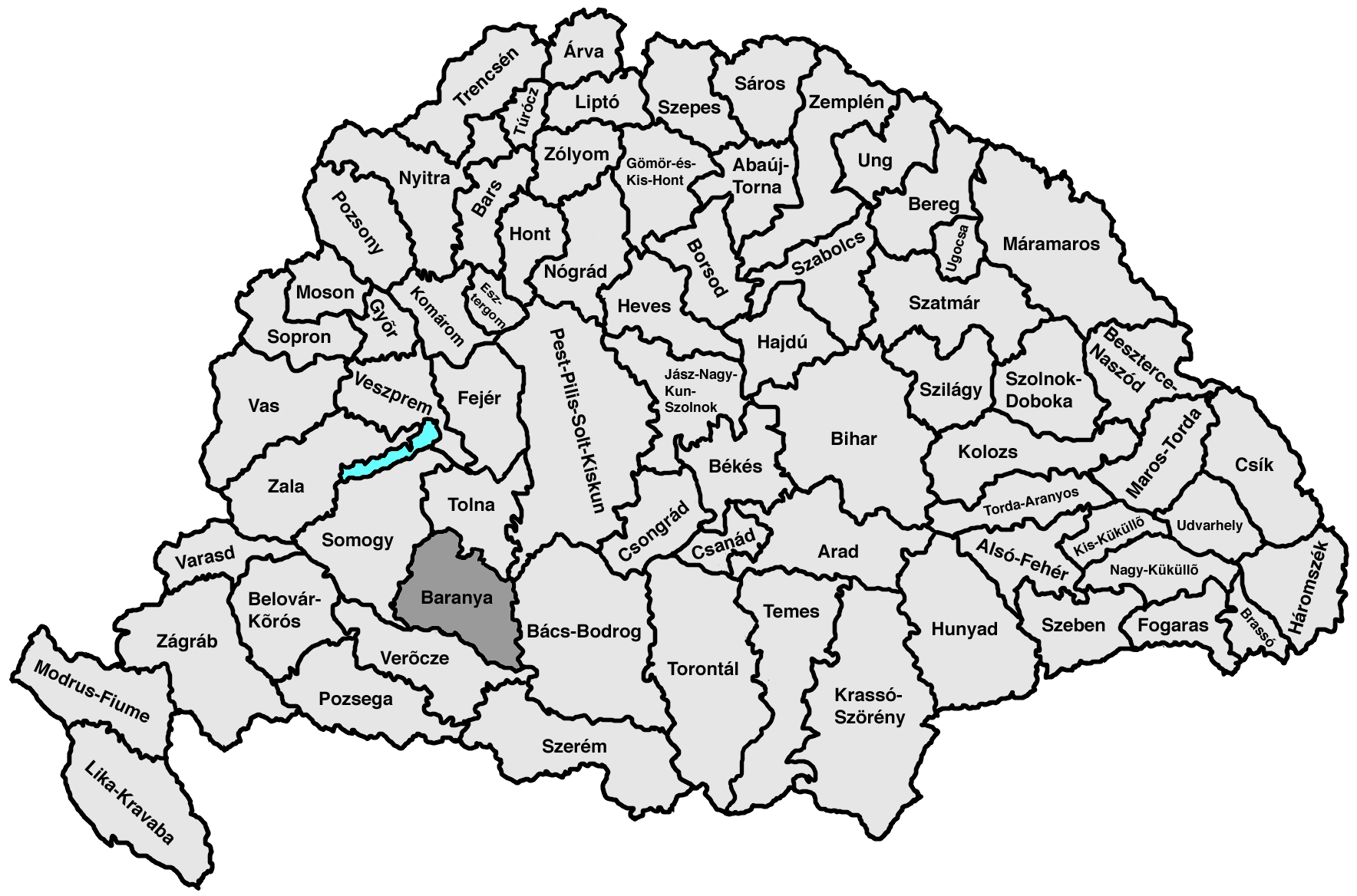
Комітат Бараня у складі Угорського королівства

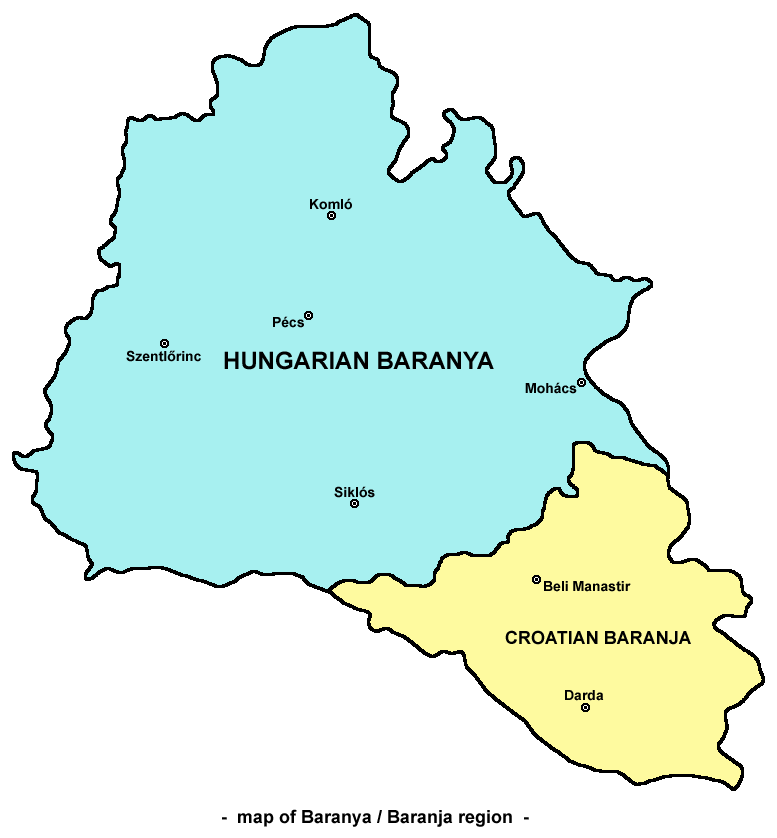
Угорська та хорватська частини Барані

Ба́раня (угор. Baranya, хорв. Baranja, серб. Барања) — історична область у межиріччі Дунаю і Драви та колишній розташований на її території комітат Угорського королівства. Нині більша частина області входить до складу медьє Бараня Угорщини, а її південно-східна частина — до складу Осієцько-Баранської жупанії Хорватії. Адміністративним центром комітату Бараня було місто Печ.

## Географія
Бараня займає обшир між північним берегом Драви і західним берегом Дунаю до їхнього злиття. Назва походить від слов'янського слова «бара», що означає болотисту місцевість. Дотепер значна територія Барані заболочена, а в місці злиття Драви і Дунаю болотистий ландштафт спеціально охороняється державою у природному парку Копачкі Ріт (Хорватія). Згідно з іншою теорією, ім'я комітатові дало угорське слово «барань» (угор. bárány — баранина), що сягає корінням слов'янського слова «баран», адже вівчарство дійсно відігравало суттєву роль у місцевій економіці.
Названий за однойменною областю угорський комітат Бараня межував з угорськими комітатами Шомодь, Тольна і Бач-Бодрог, а також з комітатом Верече, що входив до складу автономного королівства Хорватія і Славонія. Площа Барані становила 5176 км² (станом на 1910 рік).
Бараня була важливою сільськогосподарською областю Угорського королівства. Загальнодержавне значення мало вирощування пшениці і борошномельна промисловість, що постачала хліб усій Угорщині. Тут також було добре розвинено виноробство, вівчарство і свинарство. З корисних копалин у Барані промислове значення представляв видобуток кам'яного вугілля. Область також славилася термальними джерелами.

## Історія
У VI столітті землі між Дравою і Дунаєм заселили слов'яни, проте з кінця IX століття вони стали витіснятися або асимілюватися угорцями, що переселялися сюди, таким чином увійшовши до складу Угорської держави. Бараня була одним з перших угорських комітатів, утворених на початку XI століття за короля Іштвана І Святого. Після битви при Могачі 1526 р. Бараню було завойовано Османської імперією і вона ввійшла до складу санджака Могач. У кінці XVII століття цю область визволили війська Габсбургів і її включили до складу Угорського королівства. Турецька влада над Баранею призвела до спустіння земель, на які за активної підтримки австрійського уряду стали переселятися німецькі колоністи і сербські біженці з південного берега Дунаю, що залишався під владою турків. Це створило строкатість етнічного складу населення комітату, що з першої половини XIX століття почало призводити до міжнаціональних конфліктів, перш за все між угорською та сербською громадами.
Після поразки Австро-Угорщини в Першій світовій війні цей край загарбала сербська армія і Бараня стала частиною провінції Банат, Бачка і Бараня, яка кілька років перебувала під владою Королівства сербів, хорватів і словенців. Згідно з Тріанонським договором 1920 р. колишній комітат Бараня було поділено між Угорщиною і Королівством сербів, хорватів і словенців (з 1929 року — Югославія). Більшу частину області було передано Угорській республіці, а крайній південний схід біля злиття Драви і Дунаю з містами Дарда і Баранін увійшов до складу Югославії. У 1921 р. протягом декількох днів (з 14 серпня по 25 серпня) на території Барані існувала самопроголошена Республіка Бараня-Бая (включаючи північну частину області Бачка), ліквідована об'єднаними угорсько-сербськими військами.
Угорську частину колишнього комітату було включено до складу медьє Бараня. Югославська частина входила до складу округу (з 1922 р. — області) Бачка, а в 1929 р. перейшла під юрисдикцію Дунайської бановини, однієї з 10 новостворених провінцій югославського королівства. У 1941 р. югославську частину Барані загарбали угорські війська, проте в 1944 р. кордони між державами було відновлено.
Після Другої світової війни округ Сігетвар, який історично входив до складу комітату Шомодь, також відійшов до медьє Бараня. З розпадом Югославії в 1991 р. колишня югославська частина комітату Бараня стала частиною незалежної Республіки Хорватія, одначе цю територію в ході кривавої війни захопили сербські війська, утворивши маріонеткову Сербську Автономну Область Східна Славонія, Бараня і Західний Срем та включивши її до складу Республіки Сербська Країна, яка проіснувала з 1991 до 1995 р., після чого внаслідок операції «Буря» і розвалу Республіки Сербська Країна Бараня опинилася в новоутвореній Республіці Східна Славонія, Бараня і Західний Срем, а 15 січня 1996 р. перейшла під управління Тимчасової адміністрації Організації Об'єднаних Націй для Східної Славонії, Барані та Західного Срема до 15 січня 1998 р., після чого край мирно реінтегрувався до складу незалежної Хорватії.
Донині існують значні угорська і сербська національні меншини в хорватській частині Барані та хорватська меншість в угорській частині колишнього комітату Бараня.

## Герб

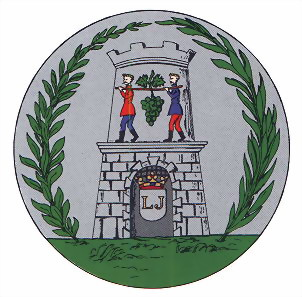
Герб комітату Бараня

Герб Барані надано комітату королем Леопольдом I в 1694 р. після звільнення цієї території з-під влади турків. Вартова башта на гербі символізує положення комітату при угорсько-турецькому кордоні. Люди, що йдуть із виноградною лозою, уособлюють біблійних Ісуса Навина і Калева, які повертаються до Мойсея з плодами землі Ханаанської, що, ймовірно, мусило підкреслювати природне багатство комітату. Літери L і J під королівською короною відносяться до угорських королів Леопольда I і Йосипа I, перших правителів визволеної від турків Барані.

## Населення
Згідно з переписом 1910 року на території комітату Бараня проживало 353 478 мешканців.
Національний склад (станом на 1910 р.):
- угорці — 199 659 осіб;
- німці — 112 297 осіб;
- серби — 13 048 осіб;
- хорвати — 10 159 осіб

## Фотографії

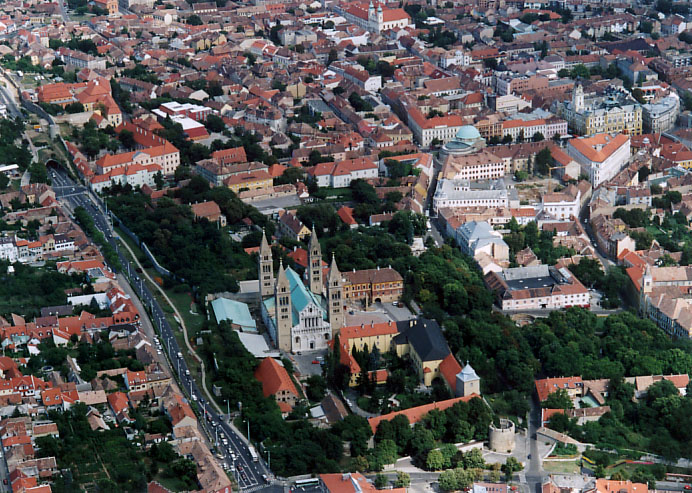
Аерофотознімок: Печ, Угорщина
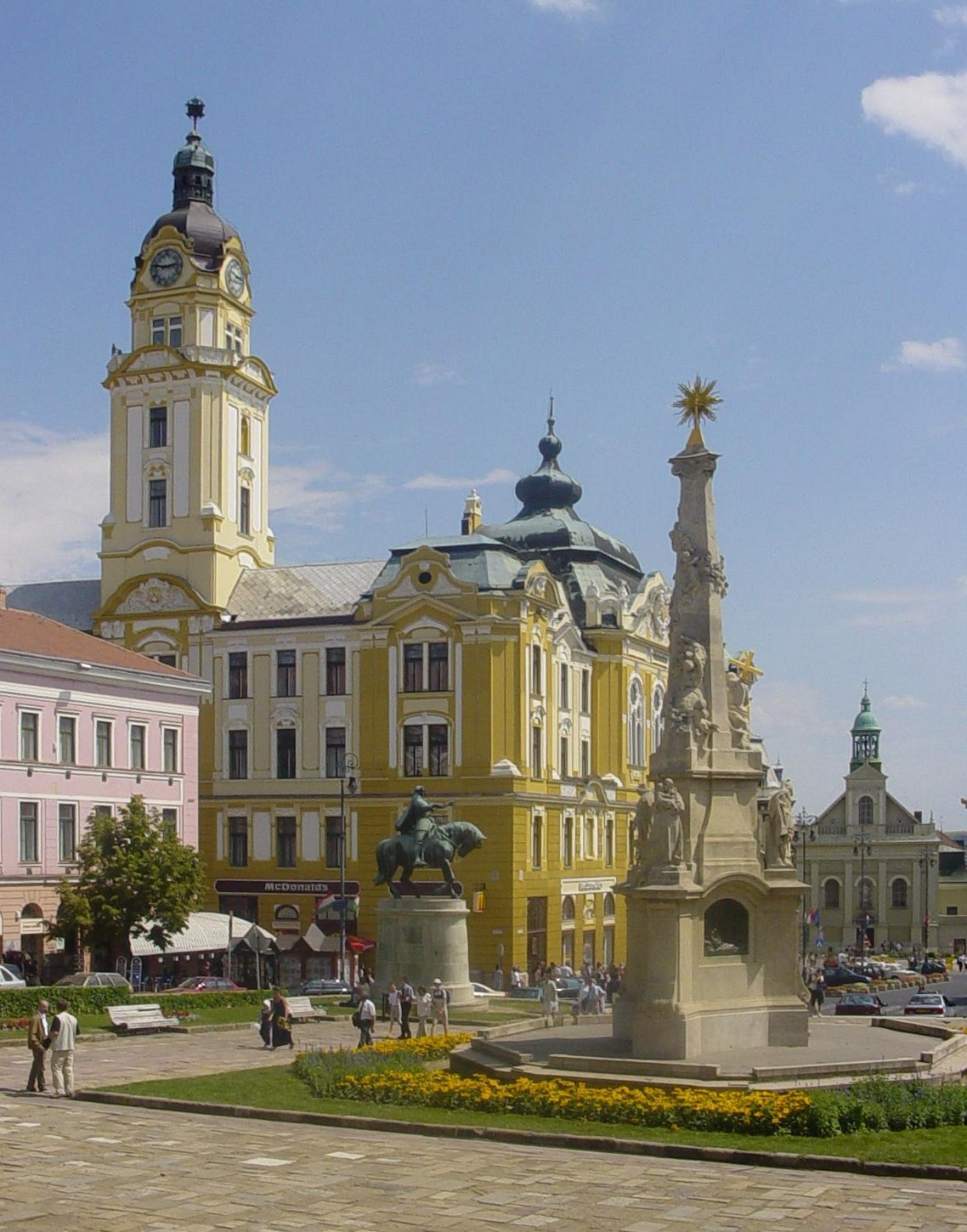
Печ, Угорщина, центральний майдан
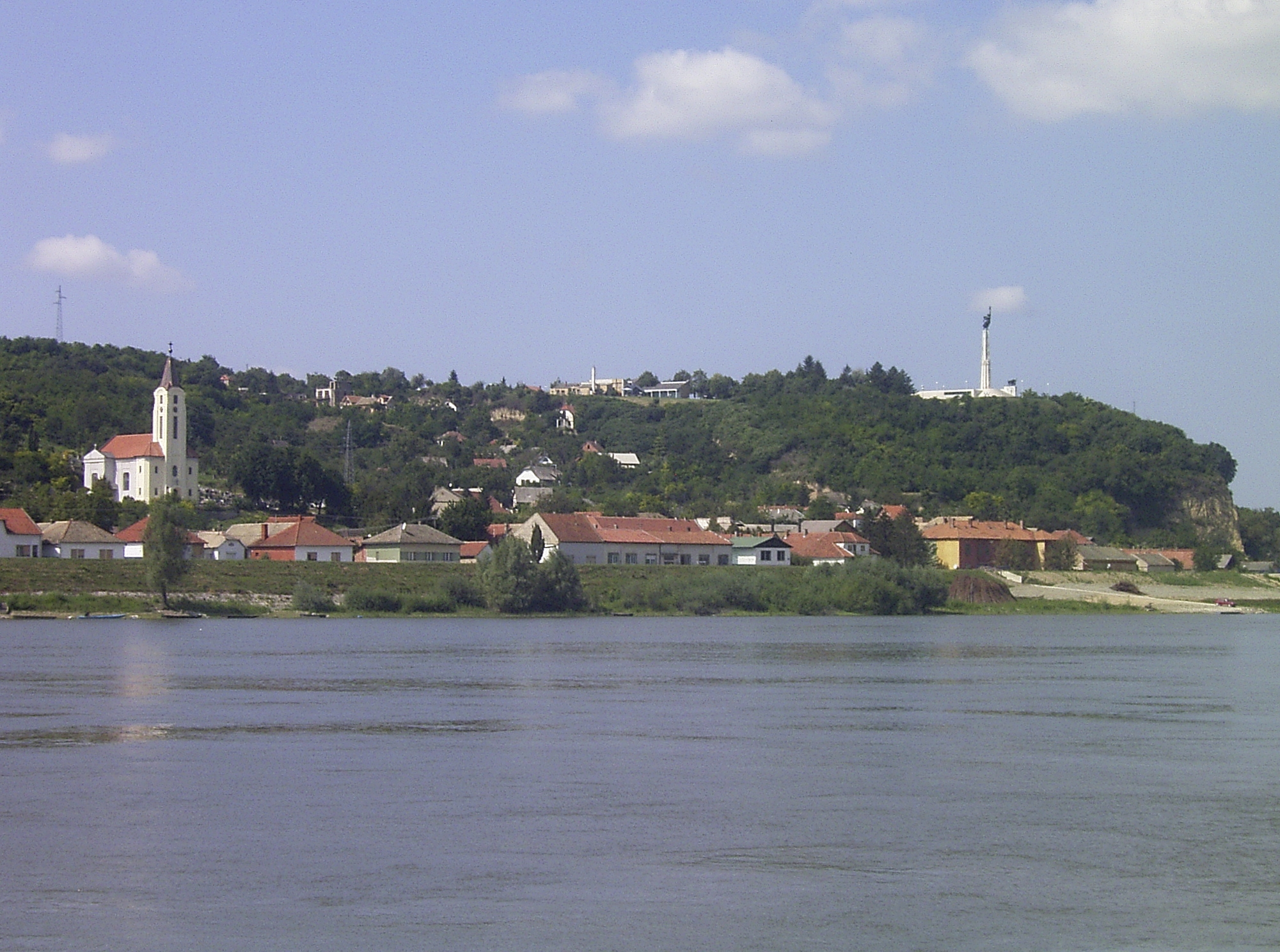
Батіна, Хорватія
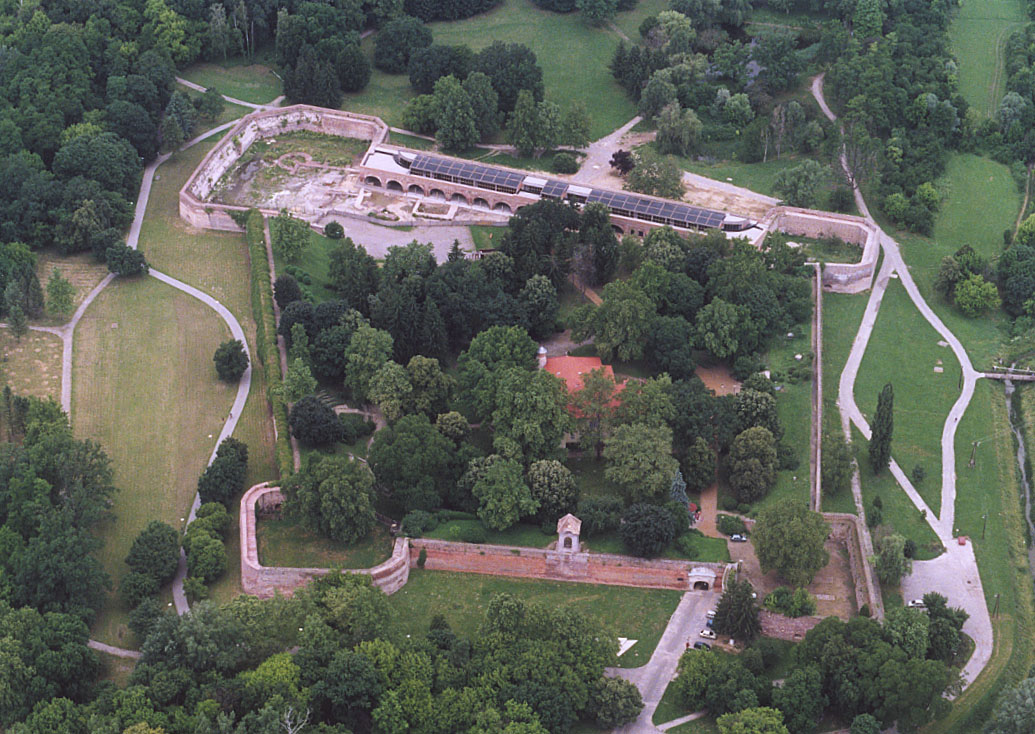
Аерофотознімок: Сігетвар, Угорщина - Замок
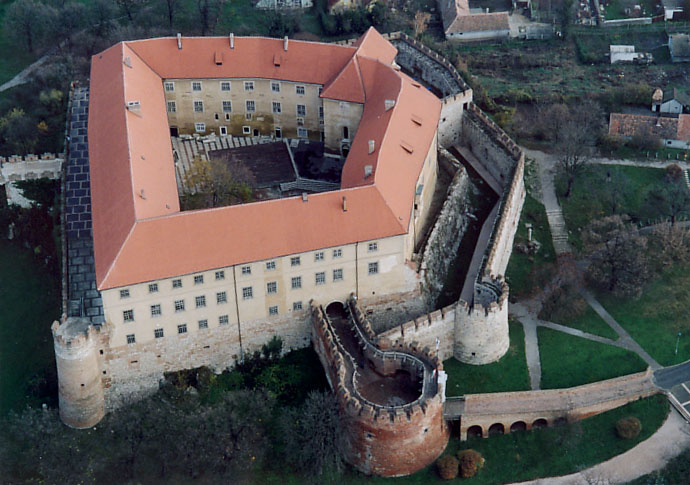
Замок у Сіклоші, Угорщина
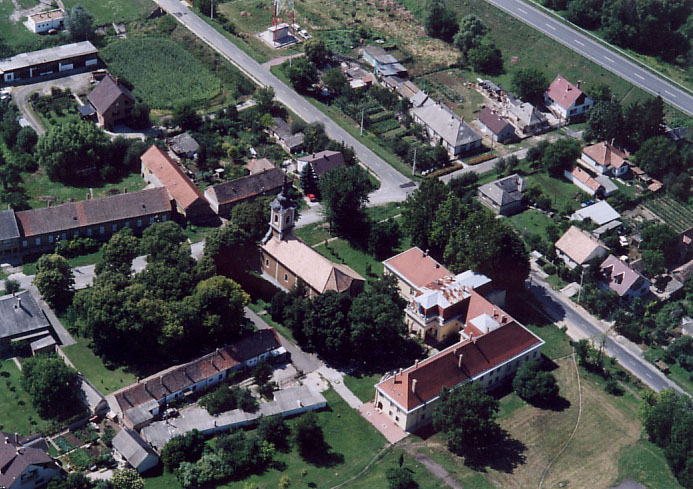
Сентльорінц, Угорщина - вид на палац зверху
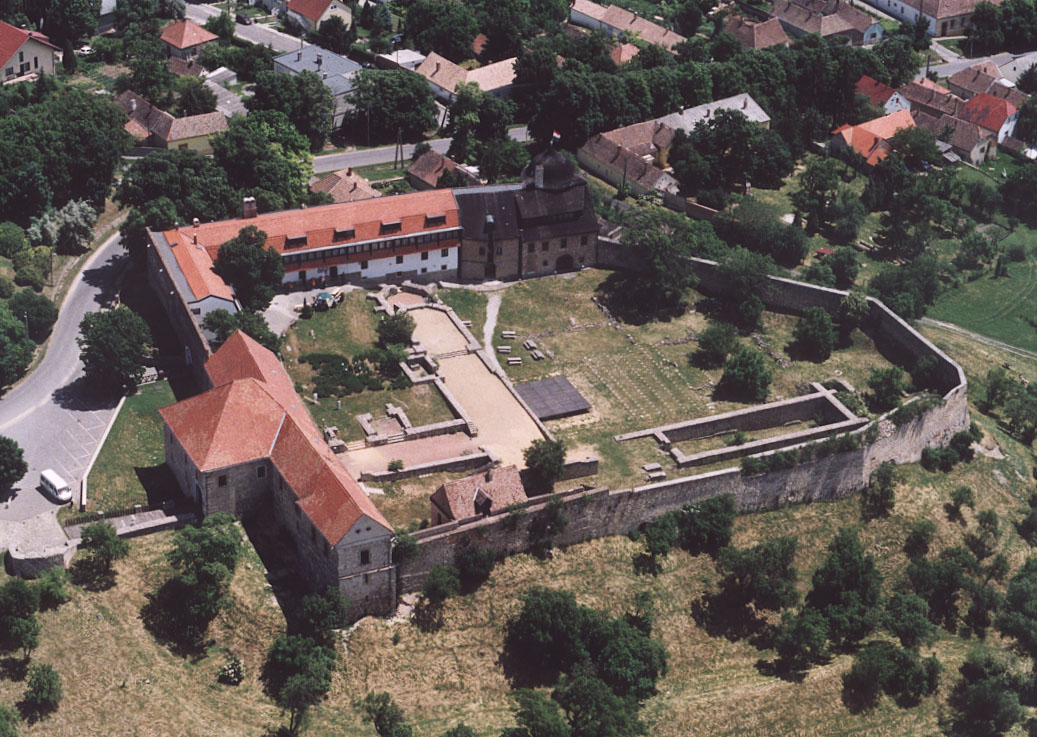
Аерофотознімок: Замок у Печвараді, Угорщина
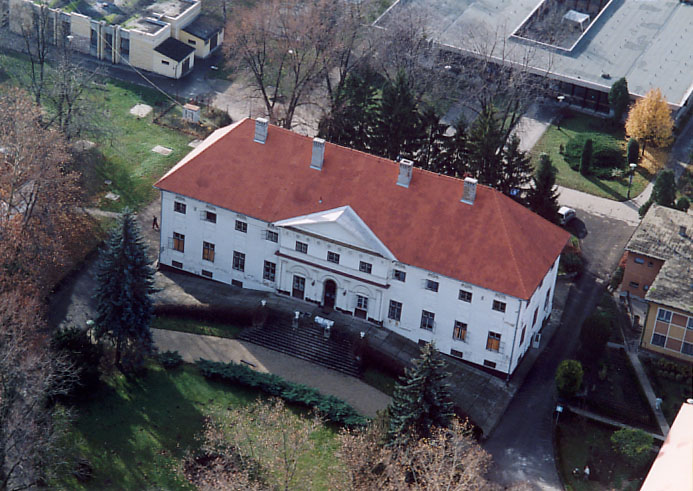
Аерофотознімок: Бой, Угорщина - Палац
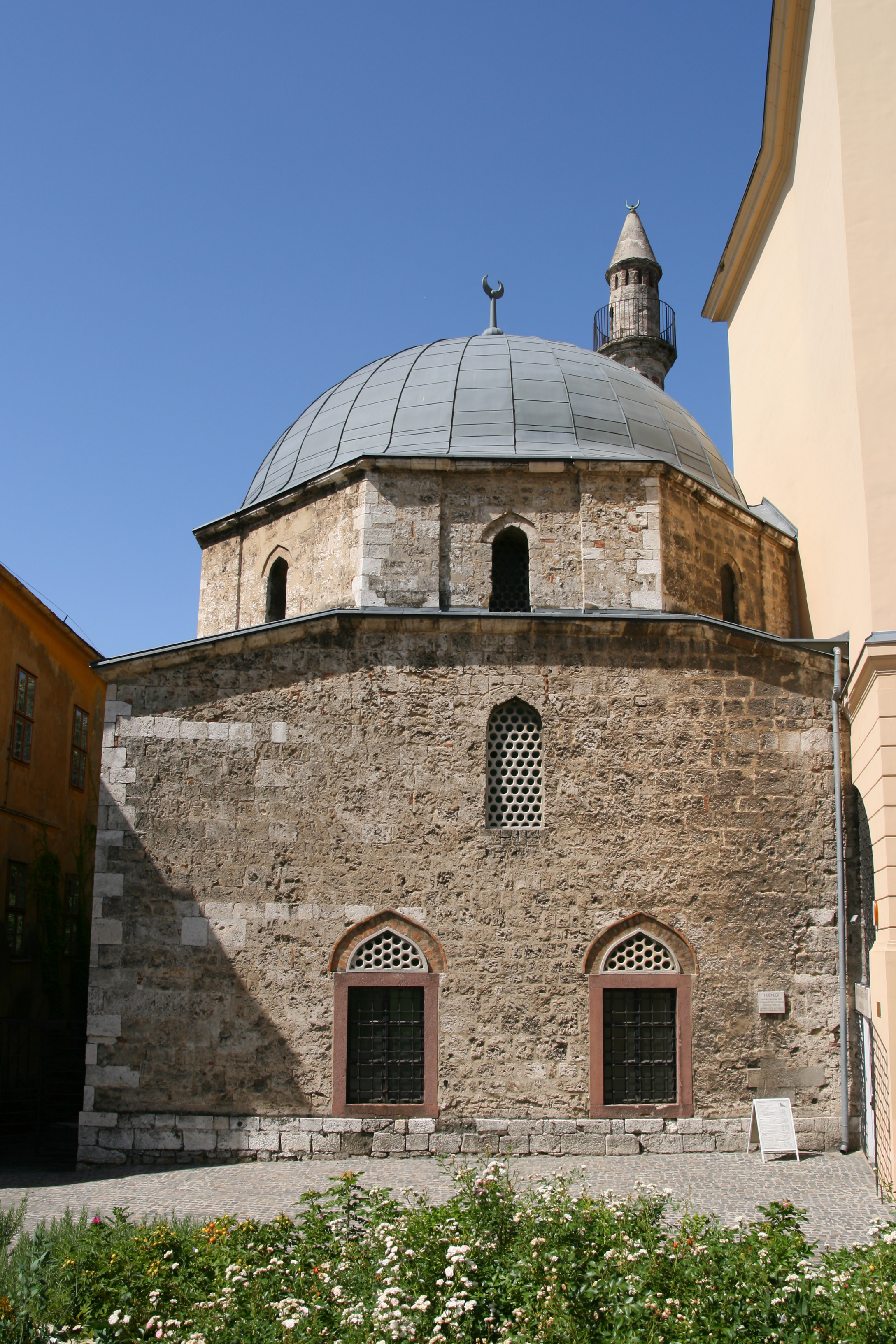
Турецький пам'ятник у Печі, Угорщина (Мечеть Хассана Яков-Алі)

### Статистика і карти
- Дані перепису 1910 р. по комітату Бараня
- Карта комітату Бараня на 1910 р. [Архівовано 27 вересня 2006 у Wayback Machine.]
- Територіальний поділ Угорщини за Тріанонським договором [Архівовано 7 вересня 2006 у Wayback Machine.]